# Averbode (bier)
Averbode is een Belgisch abdijbier dat gebrouwen wordt door brouwerij Huyghe in opdracht van de abdij van Averbode.

## Achtergrond
Averbode is een blonde tripel met een alcoholpercentage van 7,5%. Het bier wordt gemaakt op basis van meerdere granen volgens de methode van dry hopping, wat zorgt voor een erg bittere smaak.
Het bier werd gelanceerd in april 2014 en is verkrijgbaar doorheen het land.

## Onderscheidingen
Averbode won reeds verschillende prijzen:
- In 2018 won het goud op de Frankfurt International Trophy in de categorie "Pale Ale. Belgian-Style Blond".[2]